# Götz-George-Preis
Der Götz-George-Preis ist ein deutscher Schauspielpreis. Er wurde von der nach dem Schauspieler Götz George benannten Stiftung ins Leben gerufen und 2018 das erste Mal vergeben. Ausgezeichnet werden sollen vornehmlich ältere Schauspielerinnen und Schauspieler, die sich um den Beruf der Schauspielkunst verdient gemacht haben.
Der Preis ist mit 10.000 EUR dotiert. Vergeben wird er in Form einer von Tanja George, der Tochter des Schauspielers, gestalteten Skulptur, die an die Unterschrift ihres Vaters erinnern soll.

## Preisträger
- 2018: Karin Baal[1]
- 2019: Margit Carstensen[2]
- 2020: Peter Striebeck[3]
- 2021: Gudrun Ritter[4]
- 2022: Matthias Habich[5]
- 2023: Angela Winkler[6]
- 2024: Michael Mendl